# سفارة التشيك في أوكرانيا
سفارة التشيك في أوكرانيا هي أرفع تمثيل دبلوماسي لدولة التشيك لدى أوكرانيا. تقع السفارة في كييف وهي تهدف لتعزيز المصالح التشيكية في أوكرانيا.

## وصلات خارجية
- الموقع الرسمي
- قائمة سفارات التشيك
- قائمة السفارات في أوكرانيا